# Thomas William Robertson

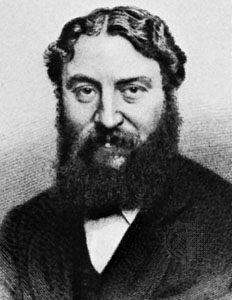
Thomas William Robertson

Thomas William Robertson (* 9. Januar 1829 in Newark-on-Trent; † 3. Februar 1871) war ein englisch-irischer Dramatiker und Bühnenregisseur.

## Leben und Werk
Robertson war der älteste Sohn des Schauspielers und Managers William Shaftoe Robertson und der ältere Bruder der Schauspielerin Madge Kendal. Als Jugendlicher trat er an Londoner Theatern auf. Seine Karriere als Theaterautor begann er mit Adaptionen von Charles Dickens’ Romanen sowie mit dem Schreiben von Liedern für Music-Hall-Komödianten. 1851 schrieb er für das Londoner Olympic Theatre eine Komödie, A Night’s Adventure, die jedoch wenig Erfolg hatte. 1860 zog er nach London, wo er als Redakteur arbeitete. Seine Posse A Cantab wurde ein Jahr später aufgeführt. 1864 hatte er einen ersten bemerkenswerten Erfolg mit dem Stück David Garrick, das am Haymarket Theatre aufgeführt wurde. Sein ein Jahr später produziertes Stück Society wurde durch das realistische Bühnenbild und die glaubwürdigen Dialoge bekannt. Robertson schrieb weitere Schauspiele, darunter Ours (1866), Caste (1867), Play (1868), School (1869) und M.P. (1870). Sein letztes Werk, War, wurde 1871 am St James’s Theatre aufgeführt.